# Konjsko (gmina Vojnik)
Konjsko – wieś w Słowenii, w gminie Vojnik. W 2018 roku liczyła 81 mieszkańców.